# Philippe Taquet
Philippe Taquet (nascido em 25 de abril de 1940 Saint-Quentin, Aisne) é um paleontólogo francês especializado em sistemática de dinossauros de achados principalmente no norte da África.

## Carreira
Ele é membro da Academia Francesa de Ciências desde 30 de novembro de 2004, presidente desde 2012. Ele estudou e descreveu uma série de novas espécies de dinossauros da África, especialmente do sítio aptiano de Gadoufaoua no Níger (como Ouranosaurus). Ele também pesquisa a relação estratigráfica do Cretáceo Inferior entre a África Ocidental e o Brasil, reconstruindo a paleobiologia a partir de floras e faunas fósseis. Ele foi presidente do Museu Nacional Francês de História Natural de 1985 a 1990.

## Prêmios
Ele recebeu a Medalha Sue Tyler Friedman em 2009 por seu trabalho na história da geologia.